# Grindcore
Grindcore – styl w muzyce rockowej, którego powstanie datuje się na lata 80. XX wieku. Jest wypadkową stylów: thrash metalu z początku jego istnienia, hardcore i punk rocka, w tym crust punk.
Korzenie grindcore'u są nieco inne w przypadku sceny amerykańskiej i brytyjskiej. Podczas gdy zespoły z Wysp inspirację czerpały głównie ze stylistyki punkowej, w USA grindcore był od początku kojarzony z metalem (Repulsion, Terrorizer). Na scenie brytyjskiej wpływy death i thrash metalu zaczęły być widoczne pod koniec lat 80. Wtedy też czołowe zespoły grindcore'owe z Wysp Brytyjskich, jak Carcass czy Napalm Death, zmieniły stylistykę na bardziej deathmetalową. W przypadku pierwszego zespołu ostatnie dokonania to już typowy death metal niemający nic wspólnego z grindcore'em.
Pomimo oczywistych inspiracji metalem grindcore nie jest jego podgatunkiem (tak samo jak nie jest podgatunkiem punk rocka). Jest to odrębny rodzaj muzyki ekstremalnej.
Wbrew panującej powszechnie opinii, autorem pojęcia grindcore nie był Mick Harris – ex-perkusista Napalm Death, lecz nieżyjący już Jesse Pintado – gitarzysta Napalm Death w latach 1989–2004. Jesse Pintado użył po raz pierwszy terminu grindcore ok. 1983 r. na określenie uprawianej przez niego wówczas muzyki (mieszanki „chaosu i hałasu” według jego własnych słów), ale na szerszą skalę grindcore został spopularyzowany dopiero przez Micka Harrisa. Pierwszym grindcore'owym albumem był nagrywany w latach 1986–87 „Scum” Napalm Death. Od początku zaczęto wyróżniać dwa nurty w stylu grind: polityczny (mincecore), poruszający problemy współczesnego świata, muzycznie jest w miarę lekki i ma podobieństwa z crustpunkiem, reprezentowany m.in. przez zespoły Brutal Truth, Napalm Death i Agathocles, Cauterized i tzw. gore'owy (Goregrind), opisujący krwawe i odrażające historie, niekiedy prawdziwe, reprezentowany m.in. przez wczesny Carcass, Repulsion, Impetigo, General Surgery, Meat Shits czy Dead Infection.
Cechuje się dużą szybkością, niewielkim skomplikowaniem kompozycyjnym i prostotą poszczególnych partii instrumentów (zazwyczaj są to dwie gitary, perkusja, gitara basowa i wokal), natomiast w warstwie wokalnej głębokim growlem, który czasami przeplatany jest krzykami i wrzaskami (wokal często przesterowany i modulowany do nieludzkich dźwięków). Grindowe utwory są najczęściej dość krótkie i intensywne (np. utwór „You Suffer” zespołu Napalm Death został w Księdze rekordów Guinnessa zapisany jako najkrótszy utwór muzyczny – około 1 sekundy). Tematyka zespołów grindowych jest bardzo zróżnicowana, często obsceniczna – dotyczy gwałtów, mordów, chorób (goregrind), ale także polityki i problemów społecznych (mincecore).
Grind z czasem ewoluował, wykształcając szereg podgatunków, jak chociażby goregrind (np. Mortician, wczesne Carcass), cybergrind (np. Libido Airbag, Fuck...I’m Dead), deathgrind (np. Misery Index, Cattle Decapitation), crustgrind (np. Afgrund), pathogrind (np. County Medical Examiners), grind'n'roll (łączący elementy grindu z hardrockiem w stylu np. Motorhead, np. Blood Duster, Neuropathia), pornogrind (GUT), noisecore (cechujący się kompletnym minimalizmem i nihilizmem, za twórców uważa się amerykański zespół Anal Cunt).
Muzyka grind inspirowała i nadal inspiruje twórców innych gatunków muzyki, związanych przede wszystkim ze sceną metalową. Jednych z ważniejszych połączeń stanowi deathgrind. Również na styku death metalu i grindu powstał także gatunek brutal death metal, bardzo zbliżony (szczególnie pod względem intensywności) do grindu, ale bardziej od niego wyrafinowany technicznie. Jednymi z najbardziej znanych i naśladowanych zespołów tego nurtu są amerykańskie Cannibal Corpse i Suffocation. W Polsce najwybitniejszą grupą, która zaczynała od klasycznego death metalu, a obecnie gra mocno inspirowany grindcorem brutal death metal jest chełmski zespół Parricide.